# Vizcondado de Castellbó

Armas de los Vizcondes de Castellbó

El Vizcondado de Castellbó fue una jurisdicción feudal de la Alta Edad Media, que comprendía el Valle de Castell Lleó (desde el siglo XI Castellbó), Valle de Aguilar y Valle Pallerols, en el Alt Urgell (Lérida, Cataluña, España). 

## Historia
En el siglo IX se mencionan diversos nombres de vizcondes de Urgel, movibles y de designación del soberano. El conde Borrell II de Barcelona y Urgel cedió estas tierras al vizconde Guillermo I de Urgel. Sus sucesores se titularon vizcondes de Urgel. Antes de 1094 el vizcondado tomó el nombre de Alto Urgel. Su biznieto Pedro I, como el nuevo vizconde del Bajo Urgel en el sur del condado, tomó el nombre de Vizconde de Ager y adoptó para su vizcondado el nombre de Vizcondado de Castellbó o bien de Castellbó y Cerdaña, al unirlo con las tierras de su esposa Sibila, vizcondesa de Cerdaña. 
En 1135 una sentencia arbitral de Ermengol VI de Urgel le concedió la posesión de Castellciutat. Por matrimonio con la familia Caboet se incorporó al patrimonio el Valle de Cabó y el Valle de San Juan y los derechos feudales sobre Andorra como feudo del Obispado de Urgel. Por el matrimonio de Ermesenda de Castellbó con el conde Rogelio Bernardo II de Foix, en 1208, este pasó a ser vizconde de Castellbó con el nombre de Rogelio Bernardo I. 
Siguieron los condes de Foix gobernando el vizcondado, extendiendo sus posesiones hasta Oliana y Coll de Nargó a mediados del siglo XIII, y adquiriendo más tarde la Vall Ferrera, la Coma del Burg y Tirvia al condado de Pallars (1272). En 1315 fue separado del patrimonio principal de los Foix (ahora dueños de Bearn y otros territorios en Gascuña) pasando a una rama secundaria, salvo Donasà (Donauzan) y Andorra que quedaron en poder de la rama principal. 
En la segunda mitad del siglo XIV el vizcondado adquirió Bar en Cerdaña y Aramunt en Pallars Jussá. En 1391 el vizconde Mateo I reunió de nuevo todos los territorios de los Foix. En 1396, tras fracasar en un ataque al conde de Barcelona, Bar y Aramunt fueron recuperados por la corona aragonesa, así como otros territorios del vizcondado. En 1426 adquirió Gerri, en 1430 Bellestar, y en 1435 la Baronía de Rialp y el Valle de Ássua (Sort), estas dos últimas no fueron entregadas por la corona hasta 1460.
En 1462 la Generalidad cedió el vizcondado a Hugo Roberto III de Pallars, pues el vizconde era partidario de Juan II, pero la medida no fue efectiva y los Foix continuaron gobernando, derivando en reyes de Navarra. 
En 1512 Fernando el Católico ocupó Navarra y confiscó los territorios del Vizcondado incorporándolos a la corona, pero el 1513 lo cedió a su esposa Germana de Foix vitaliciamente, pasando luego a ser perpetuo por decisión de Carlos I de España. Germana pignoró el usufructo en 1528, pero en 1548 la corona recuperó el pleno dominio (Germana había muerto en 1536).

## Lista de Vizcondes de Urgel
- Ermeniro (929-941) Primer vizconde de Urgel del que se tienen noticias. Aparece mencionado en el año 929. Se le identifica con Ermeniro I vizconde de Osona
- Giscafredo 941-956
- Simplicio 956-c.960
- Miro II de Urgel c. 960-975
- Guillermo I de Urgel c. 975-1036
- Miro II de Urgel 1036-1079
- Ramón I de Urgel 1079-1114
- Pedro I de Alto Urgel 1114-1126

Vizcondes de Castellbó y Cerdaña:
- Pedro I de Castellbó 1126-1150 (antes Pedro I de Alto Urgel)
- Ramón II de Castellbó 1150-1186
- Arnaldo I de Castellbó 1186-1226
- Ermesenda de Castellbó 1226-1230

Vizcondes de Castellbó, condes de Foix: 
- Rogelio Bernardo I 1222-1241 (Roger Bernardo II de Foix el Grande de Foix)
- Rogelio I, 1241-1265 (Roger IV de Foix)
- Rogelio Bernardo II, 1265-1302 (Rogelio Bernardo de Foix)
- Gastón I de Foix, 1302-1315
- Gastón II de Foix el Paladino, 1315-1343
- Gastón III de Foix-Bearn Febus, 1343-1391

Vizcondes de Castellbó:
- Mateo I de Castellbó, 1391-1398
- Isabel de Castellbó, 1398-1426
- Arquimbaldo I de Grailly (consorte), 1398-1413

Vizcondes de Castellbó, condes de Foix, vizcondes de Bearne (luego reyes de Navarra)
- Juan I de Foix, 1426-1436
- Gastón IV, 1436-1472
- Francisco I de Foix, 1472-1483 (rey de Navarra)
- Catalina I, 1483-1512 (reina de Navarra)
- Fernando I de Aragón 1512-1513
- Germana de Foix 1513-1536
- Luis Oliver de Boteller, castellano de Peñiscola 1528-1548 (usufructuario)